# Samsung Galaxy Tab 10.1
De Samsung Galaxy Tab 10.1 is een door Samsung Electronics ontwikkelde tablet-pc met het besturingssysteem Android. De introductiepresentatie vond plaats op 13 februari 2011 tijdens het Samsung Unpacked-evenement in Barcelona.
Het behoort tot de volgende generatie van de Samsung Galaxy Tab-reeks, die verder bestaat uit twee 10,1-inch modellen en een 8,9-inch model.